# 네브라스트
네브라스트는 《실마릴리온》에 등장하는 장소로, 핑골핀의 아들 투르곤이 곤돌린을 건국하기 전까지 머물렀던 땅이다. 벨레리안드 북쪽 해안가에 위치한 땅이다.
울모는 두 사람에게 왕국을 건국하고 모르고스에 의한 역경을 견딜 준비를 했다. 한 사람은 핀로드였으며, 그는 나르고스론드를 세웠고 다른 한 사람 투르곤은 미처 건국할 지역을 찾아내지 못했다.
그렇기에 투르곤은 네브라스트에 거하며 자신의 사람들을 두루 보내 땅을 찾아보게 했다. 그러나 결국 찾지 못하고 울모가 직접 나타나 그에게 은밀한 장소 곤돌린으로 안내하게 된다.
투르곤은 후에 네브라스트를 떠났는데 울모는 그에게 네브라스트에 장차 나타날 자신의 사자를 알아보기 위한 징표를 놔두고 곤돌린으로 향하도록 명했다.
네브라스트는 빈 땅이 되었고, 보론웨의 안내를 따라 곤돌린으로 당도하게 되는 인간, 후오르의 아들 투오르가 나타나 그 징표를 찾아낼 때 다시금 언급된다.